# Yusleidy Arriola
Yusleidy Arriola (* 29. Februar 1992) ist eine venezolanische Gewichtheberin.

## Karriere
Arriola gewann 2011 als 19-Jährige bei den Südamerikameisterschaften in Valencia die Goldmedaille in der Klasse bis 63 kg. 2012 gewann sie auch den Titel bei den Junioren-Südamerikameisterschaften.  Bei den Panamerikanischen Meisterschaften 2013 in Isla Margarita erreichte sie den fünften Platz. Kurz danach wurde sie allerdings bei einer Trainingskontrolle positiv auf Testosteron getestet und vom Weltverband IWF für zwei Jahre gesperrt.